# Marco Bode
Marco Bode (ur. 23 lipca 1969 w Osterode am Harz) – niemiecki piłkarz występujący na pozycji pomocnika lub napastnika.

## Kariera klubowa
Bode jest wychowankiem klubu VfR Osterode 08. W 1988 roku trafił do juniorskiej ekipy Werderu Brema. W 1989 roku został włączony do jego pierwszej drużyny, grającej w Bundeslidze. W tych rozgrywkach zadebiutował 5 sierpnia 1991 roku w zremisowanym 2:2 meczu z Fortuną Düsseldorf. 9 września 1991 roku w przegranym 2:4 meczu z 1. FC Köln strzelił 2 gole, które były jego pierwszymi w Bundeslidze. Barwy Werderu Bode reprezentował przez 13 lat. W tym czasie zdobył z klubem Puchar Zdobywców Pucharów (1992), 3 Puchary Niemiec (1991, 1994, 1999) oraz mistrzostwo Niemiec (1993). W 1995 roku wywalczył z nim także wicemistrzostwo Niemiec. W 2002 roku zakończył karierę.

### Statystyki klubowe
| Klub         | Sezon     | Liga       | Liga  | Liga   | Puchar kraju | Puchar kraju | Europa | Europa | Inne  | Inne   | Suma  | Suma   |
| Klub         | Sezon     | Liga       | Mecze | Bramki | Mecze        | Bramki       | Mecze  | Bramki | Mecze | Bramki | Mecze | Bramki |
| ------------ | --------- | ---------- | ----- | ------ | ------------ | ------------ | ------ | ------ | ----- | ------ | ----- | ------ |
| Werder Brema | 1989/1990 | Bundesliga | 20    | 4      | 2            | 1            | 4      | 2      | –     | –      | 26    | 7      |
| Werder Brema | 1990/1991 | Bundesliga | 25    | 3      | 5            | 1            | –      | –      | –     | –      | 30    | 4      |
| Werder Brema | 1991/1992 | Bundesliga | 32    | 12     | 4            | 0            | 9      | 3      | 1     | 0      | 46    | 15     |
| Werder Brema | 1992/1993 | Bundesliga | 29    | 4      | 5            | 3            | 4      | 0      | 2     | 0      | 40    | 7      |
| Werder Brema | 1993/1994 | Bundesliga | 32    | 7      | 5            | 1            | 10     | 4      | 1     | 0      | 48    | 12     |
| Werder Brema | 1994/1995 | Bundesliga | 33    | 14     | 1            | 0            | 4      | 1      | 1     | 0      | 39    | 15     |
| Werder Brema | 1995/1996 | Bundesliga | 34    | 5      | 3            | 1            | 6      | 3      | –     | –      | 43    | 9      |
| Werder Brema | 1996/1997 | Bundesliga | 33    | 10     | 3            | 1            | –      | –      | –     | –      | 36    | 11     |
| Werder Brema | 1997/1998 | Bundesliga | 28    | 9      | –            | –            | –      | –      | –     | –      | 28    | 9      |
| Werder Brema | 1998/1999 | Bundesliga | 29    | 8      | 6            | 1            | 12     | 4      | –     | –      | 47    | 13     |
| Werder Brema | 1999/2000 | Bundesliga | 27    | 13     | 4            | 1            | 9      | 3      | 1     | 1      | 41    | 18     |
| Werder Brema | 2000/2001 | Bundesliga | 26    | 5      | 2            | 0            | 6      | 2      | –     | –      | 34    | 7      |
| Werder Brema | 2001/2002 | Bundesliga | 31    | 7      | 1            | 0            | 2      | 0      | –     | –      | 34    | 7      |
| Werder Brema | Ogólnie   | Ogólnie    | 379   | 101    | 41           | 10           | 66     | 22     | 6     | 1      | 492   | 134    |

## Kariera reprezentacyjna
W 1989 roku Bode rozegrał 4 spotkania i zdobył 2 bramki w reprezentacji RFN U-21. 15 grudnia 1995 roku w zremisowanym 0:0 towarzyskim meczu z RPA zadebiutował w seniorskiej kadrze Niemiec.
W 1996 roku został powołany do kadry na Mistrzostwa Europy. Wystąpił na nich w spotkaniach z Włochami (0:0), Anglią (1:1, 7:6 w rzutach karnych) oraz w finale z Czechami (1:1, 2:1 po dogrywce). Natomiast reprezentacja Niemiec została triumfatorem tamtego turnieju.
9 lutego 1999 roku w zremisowanym 3:3 towarzyskim pojedynku z Kolumbią strzelił pierwszego gola w drużynie narodowej. W 2000 roku Bode znalazł się w kadrze na Mistrzostwa Europy. Zagrał na nich w meczach ze Anglią (0:1) oraz z Portugalią (0:3). Tamten turniej Niemcy na eliminacjach grupowych.
W 2002 roku Bode był uczestnikiem Mistrzostw Świata. Zaliczył tam 6 pojedynków: z Irlandią (1:1), Kamerunem (2:0), Paragwajem (1:0), Stanami Zjednoczonymi (1:0), Koreą Południową (1:0) oraz w finale z Brazylią (0:2). W pojedynku z Kamerunem strzelił także gola. Podczas tamtego mundialu kadra Niemiec wywalczyła wicemistrzostwo świata.
W latach 1995–2002 w drużynie narodowej Bode rozegrał w sumie 40 spotkań i zdobył 9 bramek.